# 呂範
呂範（2世紀—228年），字子衡，汝南細陽人，是三国时期东吴的重要将领和政治家，官至大司馬。

## 生平

### 忠篤亮直
吕範年轻时是一名汝南郡的县吏，容觀貌美之人。同鄉的劉氏漂亮且家財富有，呂範往求親。劉氏的母亲嫌弃吕範，不打算答应，但是刘氏说：“您認為呂子衡是永遠貧窮的人嗎？”於是決定嫁予呂範。
后來吕範避难至寿春，當時在袁術麾下的孫策認為呂範與眾不同，呂範将自己的百余名门客交由孙策指令。當時孙策的母亲吳夫人身處江都，孙策派遣吕範迎吳夫人回曲阿，讓母親暫棲於舅氏吳景之處。徐州州牧陶謙認定呂範是袁術的內應，把呂範抓拿和拷問。呂範的親客和門客知情後，把呂範解救回來。
當時只有呂範和孫河經常伴隨孫策，跋涉辛苦，就算有危難也不會逃避，孫策也當呂範親戚對待，每次升堂，飲宴都在吳夫人的面前。
吕範之后跟随孙策攻破庐江，隨軍東渡长江，向江东地区进军。吕範率军在横江、当利一帶击败張英、于麋等眾，南下攻陷至丹杨、湖孰，受领湖孰相。孙策攻克秣陵、曲阿後，收編了笮融、刘繇的餘部，增派给吕範兵士二千及马五十匹。此后吕範出任宛陵令，击败丹陽贼寇，回到吴郡後升任都督。
其時下邳陳瑀自號吳郡太守，據地自守，屯於海西，並與當地豪强嚴白虎勾结。於是孫策親自帶兵征討嚴白虎，另遣呂範與徐逸攻打陳瑀，呂範軍隊大敗敵軍，並且斬下大將陳牧的首級，陳瑀敗投袁紹。此后吕範跟随孙策攻打在陵阳的祖郎、驻守勇里的太史慈，先后平定七个县，拜为征虏中郎将，又出征江夏郡，回来平定了鄱阳地区。

### 協護脩整
200年，孙策病逝，吕範回到吴郡奔丧。此后孙策的弟弟孙权接掌东吴势力，繼承軍隊，再征江夏，吕範奉命与重臣张昭留守根據地吴郡。
208年，赤壁之戰中，呂範跟随周瑜破敵有功，戰後官拜裨将军，領彭澤太守，受彭泽、柴桑、历阳三地奉邑。
之后，刘备親自來到建業與孫氏結為姻親，吕範曾建议软禁刘备，然而其計最終沒有實行。
後來呂範遷任平南將軍，屯軍柴桑。219年，當孫權正要背盟偷袭刘备驻守荆州的大将關羽前，曾到過吕範的家跟他说：「如果當初聽從你的建议，今天就不必勞師動眾了。如今我將逆流攻討關羽，你要帮我守卫好建业。」結果孫權成功討破關羽，之后回师迁都武昌。呂範拜為建威將軍，封宛陵侯，領丹楊太守，治理旧都建业，並監督扶州以南直至南海地区一帶的軍隊，食邑溧陽、懷安、寧國。
後來，魏將曹休、張遼、臧霸率军进攻东吴，呂範領五軍（2~3萬人）並率領徐盛、全琮、孫韶等将领在洞口县一带拒敌。其時呂範受封前將軍假節，並改封南昌侯。可是當時前線遭逢大風，水軍船隻相繼傾覆，士卒亦多墮水受溺，船隊被吹到敵人岸上的軍營，受到曹休等敵人攻擊，溺死和陣亡者共損失數千人，軍需物資亦被吳宗室的孫朗誤燒，無力重整軍勢，於是撤軍還守。成功引殘餘大軍返還，吕範仍被任命为扬州牧。

### 永隨逝去
黃武七年（228年），呂範遷任大司馬，可是印绶尚未下发便因病逝世。孫權為其素服举哀，並遣使者追贈印綬。在回建業的路上，孫權經過呂範墳墓，仍忍不住悲呼：「子衡！」並且淚流不止。孫權回都後，更下令以太牢之禮（豬、牛、羊三牲齊備謂之太牢，是古時天子祭祀社稷天地所用的大禮）祭祀呂範。呂範死後，其長子因已先死，故此由次子呂據襲爵。

## 性格特徵
州內官民如陸遜、全琮與及其它貴族公子，面對呂範時都會肅然修敬，不敢轻慢失儀。
呂範為人雖然崇尚奢華，對於居所服飾都甚講究，經常大耗財帛以追求卓越，其生活之奢靡在當時可謂無人能及。不過呂範會以公事為先，仍然做到奉公守法，工作认真，因此孫權常因其忠誠而欣賞呂範，而不會怪責其奢侈的生活態度。虽然有人向孙权进言，但是孙权用管仲逾礼的例子驳斥，认为吕範“足作军容”，“何损于治？”。
另一方面，呂範是一個公正嚴謹的人。在他初從孫策時，孫策讓他主管財政，年幼的孫權曾想私底下向呂範多求財帛，然而呂範往往不肯答允，而且表現決絕，必定向孙策报告，从来不擅自给孙权任何便利，其守正盡責的行為在當時深得眾望。後來孫權守陽羨長，曾經挪用公帑作私人用途，功曹周谷為免被孫策得知其事，便會在財務紀錄上為孫權作偽證以飾其非，讓孫權的行為得以保密，曾經令孫權對其相當欣賞。可是當孫權長大後，繼承兄業統領大事，深通治國之道的他，認為周谷做事因私廢公，不宜信用；而呂範為人忠誠可靠，因此倍加信任。

## 後代
呂範的長子早逝，次子呂據繼承了呂範的職位，官至驃騎將軍、假節。太平元年（256年），呂據領軍在外時東吳政權內部再次發生權力鬥爭，他遭到權臣孫綝迫害，雖然手下都勸他歸降曹魏，但他恥作叛臣，於是自殺。死後呂氏三族被夷。

## 逸聞
孫策與呂範弈棋，呂範忽然向孫策說：「現在將軍（指孫策）您的事業日臻鼎盛，手下士眾數量亦與日俱增，可是就連身處遠地並未隨軍的我，亦曾聽到關於我軍士卒綱紀不整的消息。既然如此，我願意暫領都督之職，為將軍統領一部分軍隊。」孫策聽罷，便說：「子衡啊，你已經是一名士大夫了，手下亦有大軍，經常在外立功，現在又豈可屈就一個職級較低的身份，去管理軍中的瑣碎事務呢？」呂範回應說：「我不認同。我之所以捨棄我的故鄉而跟隨將軍，並不是為了養妻活兒的私情而已，而是希望藉此得以濟世救民。如今我們就像是坐在同一艘船上，正要渡過大海，若果有任何事稍為失誤，我們都會為此而失敗。因此我不只是為了將軍您而作出計劃，我也在為自己打算啊！」孫策知道呂範的好意，但只微笑，不發一言。於是呂範向孫策告辭後，便出外脫掉文官的衣物，穿著袴褶，手執馬鞭，到軍中自稱已領銜為都督，要管理軍事。孫策見狀不得已，唯有正式授權予呂範，讓其協助管治軍政。自此軍中威令謹嚴，部隊緊執軍法，紀律亦日趨嚴整。
孫權遷都建業，與文武大臣開大會時，向嚴畯說：「我以往曾經將魯子敬（即魯肅）比作鄧禹，將呂子衡比作吳漢，而你們眾人都未有作出回應，現在有甚麼結論了嗎？」嚴畯退席後便向孫權說：「臣未能解通您的暗示，如果您只是純粹讚譽魯肅與呂範的話，這兩個比喻就似乎有點言過其實。」孫權解釋說：「當年鄧禹見光武帝的時候，光武帝只是受命於更始帝，擔任大司馬撫軍於河北，尚未有成為帝王的志向。鄧禹便勸勉他鼓起復興漢業之心，因此光武立國可說是由鄧禹之論以開其端的。魯肅為人英爽，又多計略，首次跟我談論大事時，便已論及成就霸業之計，這一點與鄧禹十分相似，因此我以其為比喻。呂子衡為人忠篤亮直，雖然有崇尚奢華的毛病，但他能做到處處以公務為先，因此這並不能成為他的缺點。自從他離開袁術跟從兄長以來，吾兄作大將，他就擔任部曲，此後經常為兄長的事情憂心，更請求自為都督，協助兄長管理軍務，一直勤奮不已，這一點與吳漢十分相似，因此我又以其為比喻。這兩個比喻都有其根據，並不是純粹因我個人好惡而隨意提出的。」嚴畯聽罷方才感服。
曾經，有人向孫權告狀說呂範與賀齊二人在衣著方面過份奢華綺麗，服飾甚至有僭越王者的嫌疑，孫權回應說：「當年管仲亦曾做過逾禮的行為，但齊桓公能加以包容，結果亦不損其霸業。如今子衡（呂範）、公苗（賀齊）二人，根本沒有犯上管仲那種程度的過失，他們只是精好於器械，在舟車用物方面追求嚴整而已，這能建立出強悍的軍容，對其治軍又有何損失呢？」，聽到孫權對二人信任的回應後，狀告者再也不敢說二人是非。

## 三國演義
在小說《三國演義》中，呂範初登場於第十五回。其時孫策正屈處袁術軍中，鬱鬱不得志，在某次筵席之後與舊臣朱治商議獨立之時。當時作為袁術謀士的呂範，知道孫策必有所為，在聽到孫策的大計後，便提出要帶領門人跟從孫策。三人在商議過程中，孫策提及有傳國玉璽於手，呂範認定袁術得此後必肯借兵予孫策，結果果然成功借得軍隊，自此呂範便隨孫策建立基業。
在第二十九回中，孫策將要怒斬于吉，呂範為救于吉，便提出讓于吉求雨贖罪的建議。可惜儘管于吉求雨成功，孫策仍堅持要把于吉殺掉。在第四十四回中，赤壁之戰前夕，呂範與諸葛瑾態度一致，偏向投降求安。當周瑜決定開戰後，呂範與朱治共同擔任四方巡警使，催督六部官軍。
在第五十四回中，赤壁戰後，孫權與劉備表面為盟友，實則互競詭譎。其時周瑜獻美人之計，欲以孫權之妹許配劉備，讓劉備入贅為東吳女婿，當時孫權認為說媒的任務只有呂範能勝任，於是就命呂範向劉備提親。呂範便以「人不可中道而廢人倫」與及「兩家結秦晉之好」為由，說服劉備接受親事。然後呂範便一直充當女方媒人之務，參與對付劉備計劃。當劉備到甘露寺見吳國太之時，呂範更建議伏刀斧手以斬殺劉備，然而失敗告終。
在第七十六回中，孫權命呂蒙為督，偷襲荊州，追殺關羽，將其迫到麥城。孫權在正式出軍要擒關羽前，呂範要求進行卜卦，結果求得「地水師卦」，更有玄武臨應，主敵人遠奔。在次回呂範再次卜卦，知道關羽即將從麥城中突圍而出，投西北方而走，並必於亥時就擒，結果成功擒住關羽（玄武與亥時之卦，與第七十三回中關羽所作黑豬之夢有所對應，玄武對應黑色，亥時對應動物是豬，正史占卜者應為吳範）。
在第八十五回中，陸遜統領吳軍將舉國來侵的劉備擊退後，曹丕乘蜀吳交戰之時安排曹仁、曹休、曹真三路襲吳，然而吳軍早已有所準備，遣諸葛瑾引兵在南郡抵抗曹真，令朱桓引兵當住濡須以拒曹仁，呂範則受命抵御曹休，並成功擊敗曹休等人（歷史是洞口之役的呂範被曹休等人擊敗）。

### 影视形象
- 上海大中华百合影片公司電影《美人計》（1927年）：马瘦红
- 中國中央電視台電視劇《三國演義》（1994年）：啜二勇
- 台灣華視電視劇《三國英雄傳之關公》（1996年）：李子英
- 中國電視劇《三国》（2010年）：张凯

## 評價
- 陳壽評：「朱治、呂範以舊臣任用，朱然、朱桓以勇烈著聞，呂據、朱異、施績咸有將領之才，克紹堂構。若範、桓之越隘，得以吉終，至於據、異無此之尤而反罹殃者，所遇之時殊也。」
- 孫權曰：「呂子衡忠篤亮直，性雖好奢，然以憂公為先，不足為損，避袁術自歸於兄，兄作大將，別領部曲，故憂兄事，乞為都督，協護脩整，加之恪勤，與吳漢相類，故方之。」「昔管仲逾礼，桓公优而容之，无损于霸。今子衡身无夷吾之失，但其器械精好，舟车严整耳，此适足作军容，何损于治哉？」「吕子衡方吴汉。」
- 《三國志·吳志·吳主傳》：「曹公表權為討虜將軍，領會稽太守，屯吳，使丞之郡行文書事。待張昭以師傅之禮，而周瑜、程普、呂範等為將率。招延俊秀，聘求名士，魯肅、諸葛瑾等始為賓客。分部諸統，鎮撫山越，討不從命。」
- 《三國志·吳志·三嗣主傳》：「異人輻輳，猛士如林。於是張昭為師傅，周瑜、陸遜、魯肅、呂蒙之疇入為腹心，出作股肱；甘寧、凌統、程普、賀齊、朱桓、朱然之徒奮其威，韓當、潘璋、黃蓋、蔣欽、周泰之屬宣其力；風雅則諸葛瑾、張承、步騭以聲名光國，政事則顧雍、潘濬、呂範、呂岱以器任幹職，奇偉則虞翻、陸績、張溫、張惇以諷議舉正，奉使則趙咨、沈珩以敏達延譽，術數則吳範、趙達以禨祥協德，董襲、陳武殺身以衛主，駱統、劉基彊諫以補過，謀無遺算，舉不失策。」
- 傅玄《傅子》：「孫策為人明果獨斷，勇蓋天下，以父堅戰死，少而合其兵將以報讎，轉鬥千里，盡有江南之地，誅其名豪，威行鄰國。及權繼其業，有張子布以為腹心，有陸議、諸葛瑾、步騭以為股肱，有呂範、朱然以為爪牙，分任授職，乘間伺隙，兵不妄動，故戰少敗而江南安。」
- 陆机：「政事则顾雍、潘濬、吕范、吕岱以器任干职。」
- 章如愚：「如程普、黄盖、甘宁、徐盛、潘璋、朱然、朱桓、贺齐、凌统、全琮、吕范，皆智足以御众，勇足以却敌，未有不为守令之职者。」
- 郝经：「朱治、吕范以勋旧重，朱然、朱桓以胆勇称，皆隐然敌国有古大将之风。」「天分鼎裂，鸷搏狼抗。成霸安疆，式资良将。形势深阻，江山沉雄。势常北向，以守为攻。舟楫是利，武骑无用。矫矫诸臣，功崇信重。」
- 李渔：「魏有管辂之卜，吴有吕范之卜，一定军于先时，一料擒于临事。」

## 延伸阅读
[在维基数据编辑]
 《三國志·卷56》，出自陳壽《三國志》

| 官衔        | 官衔             | 官衔                      |
| ----------- | ---------------- | ------------------------- |
| 前任： 首任 | 孫吳大司馬 228年 | 繼任： 朱然(左)、全琮(右) |